# Chiaki Takahashi (homme politique)
Pour les articles homonymes, voir Chiaki Takahashi.
Chiaki Takahashi (高橋 千秋, Takahashi Chiaki) est un homme politique japonais né le 2 août 1956. Il est membre du parti démocrate du Japon et est dans la Chambre des conseillers dans la Diète. Il est natif de Anō, Mie (en) et est diplômé de l'université Meiji. Il a été élu à la Chambre des conseillers pour la première fois en 2000 après avoir postulé sans succès en 1998.
En 2013, il perd son siège à la chambre des conseillers au profit de Yumi Yoshikawa, membre du parti libéral-démocrate.